# Rhynchosia rothii
Rhynchosia rothii là một loài thực vật có hoa trong họ Đậu. Loài này được Aitch. miêu tả khoa học đầu tiên.